# 天劍一型飛彈
天劍一型（英語：Sky Sword I 或 Tien Chien I）空對空飛彈，簡稱劍一，曾被稱為「中正100天劍一型空對空飛彈」，是第一款由中華民國自行研發的短程紅外線導引飛彈，由中華民國中山科學研究院設計生產，可供F-5E/F虎II式戰鬥機、F-CK-1經國號戰機及T-5勇鷹高級教練機使用。

## 研發與服役
天劍一型飛彈無論在設計定位、外型與性能上都非常接近AIM-9響尾蛇空對空飛彈，屬於紅外線導引的方式，射程應在8公里上下，屬於短程纏鬥飛彈。由於目前公開的資料非常的少，缺乏具體參數；研究團隊由楊景槱博士主持，在天馬飛彈受政治壓力終止後代院長黃孝宗將原先研發天馬飛彈的團隊改組研發空對空飛彈，團隊稱為天劍計畫室，負責經國號戰機的空用武裝研發（天翔計畫），實際運作約於1983年開始。
天劍一型開發代號為「天翔乙型」，1985年代號變更為天劍一型，1986年4月天劍一型由F-5E改裝的測試機試射完成；飛彈本體研發進度上先於經國號戰機完成，在經國號原型機出廠後才進行與新型戰機航電的整合及驗證，在1993年研發正式結案，並與經國號戰機先導生產型一同撥交中華民國空軍使用。經國號戰機可以在機翼的翼端掛架上各攜帶一枚天劍一型飛彈，機翼下的內側與外側掛架則可以另外各攜帶一枚，大部分的對空任務場合，只有外側掛架會攜帶空對空飛彈，以2枚中程、2枚短程飛彈的配置操作。
中科院的簡介中，聲稱天劍一型具有「全方位目標追蹤與攻擊能力」，但這個性能因缺少具體技術說明，故外界有不同的判斷；一派論點認為性能可接近AIM-9L/M，但另一派認為天劍一型的尋標器「具有部分全方位目標追蹤與攻擊能力」，整體性能應在AIM-9P4與AIM-9L之間。
由於經國號戰機設計時短程飛彈掛架有整合AIM-9P4及天劍一型的射擊界面支援，且1980年代F-5E/F量產時中華民國空軍採購了大量的AIM-9P4的新彈及升級套件使機隊武裝規格統一，因此在空軍的庫存仍保存著巨量的AIM-9，因此在經國號服役期間，外界照片較頻繁看到的是F-CK-1佩掛AIM-9P4而非天劍一型。加上經國號戰機減產之故，原定生產700枚的計畫後來刪減為300枚，在彈藥儲備上也較為緊迫。

## 系統組成與飛行性能
1、導引控制組：採紅外線導引，前翅控制，液態氮冷卻銻化銦紅外線尋標器。
2、彈頭：10公斤炸藥，具有2,300片高爆預成破片設計，每片碎片可以穿透0.375英寸（0.95）鋼板。
3、目標探測器：雷射近炸引信、碰撞引信。
4、火箭推進器：低煙固態推進火箭，最大推力14,000磅。
5、尾翼組：具滾轉副翼。
6、飛行性能：接戰纏鬥時間最大可以維持1分鐘，仰角40度以下32G力以下

## 衍生型

### 陆射版
目前已知的衍生型是陸上發射的捷羚防空飛彈系統，陸用載台為CM-31輪甲試驗車，量產型使用豐田卡車，每部發射車可掛載4枚天劍一型飛彈，於民國86年6月的漢光13號演習中首次亮相。飛彈發射器可做三百六十度旋轉，接戰範圍廣。民國94年正式成軍並加入戰備，主要擔任空軍基地低空近迫防空作戰任務。
除了艦載的海劍羚之外，中科院也在規劃陸射版的海劍羚飛彈系統，將飛彈發射系統、雷達以及射控系統都裝載於載重車輛上，成為陸基短程機動防空系統。

### 海射版
海上衍生型是由捷羚防空飛彈系統为基础研发的海劍羚飛彈系統，首次于2015年台北國際航太科技暨國防工業展展出。主要针对方陣快砲外购价格持续增长，海軍評估在預算有限，以及國防自主政策，訂下計劃要求中科院進行研發，属于迅聯計劃的一部分。预计一座發射箱有8到16枚的飛彈，其飛彈在原有天剑一型基础上，安装數據鏈路接收机，并采用折叠自旋尾翼组、折叠前翼的设计，且发射器有多目标接战能力。其将会取代原有的方陣迫砲系統，可提升海軍艦艇近空防衛能力，其功能類似美國公羊短程反飛彈系統。
依照2017年台北國際航太科技暨國防工業展展出的狀況，海劍羚系統將有兩種構型，獨立運作的構型發射器備有12枚海劍羚防空飛彈，發射器頂上結合射控雷達與光電射控儀；另一種則是與船艦作戰系統結合的構型，取消發射器上的雷達與光電系統（完全由艦上作戰系統提供目標參數與射控指令），飛彈發射器則增為24枚飛彈。
目前仍处于實體設計中，2018年11月29日中科院與海軍在立法院首度透露，估計將於2020年完成作戰測評（IOT），預計2022年量產出廠。

### 引文
1. 1 2 3  .   [2017-02-04]. （原始内容存档于2020-08-24）.
2. ↑  . www.ncsist.org.tw.   [2017-02-12]. （原始内容存档于2018-10-27）.
3. ↑  Cullen & Foss 1992，第256頁.
4. 1 2 3 4  .   [2018-04-17]. （原始内容存档于2020-12-18）.
5. 1 2  .   [4 September 2024]. （原始内容存档于2024-09-04） （中文（臺灣））.
6. ↑  . 1991-10-10. （原始内容存档于2024-06-21）.
7. ↑  .   [2018-12-28]. （原始内容存档于2020-08-24）.

### 書目
- Cullen, Tony; Foss, Christopher F.  5th. Coulsdon, UK: Jane's Data Division. 1992. ISBN 0710609795 （英语）.